# Jekatierina Małyszewa
Jekatierina Aleksandrowna Małyszewa (ros. Екатерина Александровна Малышева, ur. 28 stycznia 1987 w Czelabińsku) – rosyjska panczenistka.

## Kariera
Największy sukces w karierze Jekatierina Małyszewa osiągnęła w 2010 roku, kiedy zajęła piąte miejsce na sprinterskich mistrzostwach świata w Obihiro. W pierwszych biegach na 500 i 1000 m zajmowała siódme miejsce, w drugim biegu na 500 m była piętnasta, a w drugim biegu na 1000 m zajęła drugie miejsce. W 2010 roku wzięła udział w igrzyskach olimpijskich w Vancouver, zajmując 24. miejsce w biegu na 500 m i 27. miejsce na dwukrotnie dłuższym dystansie. Na rozgrywanych cztery lata później igrzyskach w Soczi rywalizację w biegu na 500 m zakończyła na siedemnastej pozycji. Wielokrotnie startowała w zawodach Pucharu Świata, jednak nigdy nie stanęła na podium. Najlepsze wyniki osiągnęła w sezonie 2007/2008, kiedy była jedenasta w klasyfikacji końcowej 100 m.